# Les Hauts de Hurlevent (mini-série)
Pour les articles homonymes, voir Les Hauts de Hurlevent (homonymie).
Les Hauts de Hurlevent est une mini-série française en six épisodes de 26 minutes, en noir et blanc, créée et réalisée par Jean-Paul Carrère d'après le roman éponyme d'Emily Brontë (1847), et diffusée en avril 1967 sur la première chaîne de l'ORTF.

## Synopsis
Au domaine dit Les Hauts de Hurlevent, un père de famille a recueilli et adopté un enfant de six ans, qu'il a prénommé Heathcliff. Mais monsieur Earnshaw a déjà un fils, Hindley, et une fille, Catherine. Très vite, les deux frères - Hindley et Heathcliff - entrent en conflit. Au décès du père, Hindley prend la tête de la famille. Entre-temps, un amour profond naît progressivement entre Catherine et Heathcliff, au fil des années.
Catherine entend épouser un riche héritier, Edgar Linton, dans l'espoir de protéger son premier amour de la méchanceté de son frère. Heathcliff s'enfuit, pensant être trahi par l'annonce du mariage de Catherine. Après un certain temps, Heathcliff retrouve Catherine en l'absence de son mari. Mais, après avoir donné le jour à une fille, Catherine meurt. Perdu, Heathcliff souhaite alors se venger du veuf et de son demi-frère : il ruine au jeu Hindley et séduit, enlève et épouse la sœur d'Edgar, Isabelle, avec laquelle il a un fils, Linton. Il fait subir sa vengeance à Isabelle, jusqu'à ce qu'elle s'enfuit du château Les Hauts de Hurlevent qu'il a acquis en ruinant son rival.
Seize années ont passé. Edgar Linton meurt et laisse, comme unique héritière, sa fille Cathy. Heathcliff entend alors faire séduire Linton par Cathy. Retenue prisonnière aux Hauts de Hurlevent, Heathcliff la force à épouser Linton. Pleutre et insupportable, Linton mourra quelque temps après, alors que Heathcliff a déjà capté l'héritage de Cathy.
Hindley a eu un fils, Hareton, dont Cathy tombe amoureuse en dépit de son absence de savoir-vivre et ses manières frustres. Hareton s'oppose alors à Heathcliff pour protéger sa dulcinée. Heathcliff s'enferme peu à peu dans l'isolement, dans la mélancolie puis la folie. Il se laisse progressivement mourir.
Cathy et Hareton se préparent au mariage mais un jeune garçon témoigne avoir vu dans la lande, le fantôme de Heathcliff accompagné d'une femme.

## Distribution
- Claude Titre : Heathcliff adulte
- Patrick Dewaere (Patrick de Waëre) : Heathcliff adolescent
- Philippe Normand : Heathcliff enfant
- Bernard Verley : Edgar Linton
- Geneviève Casile : Catherine Earnshaw et Catherine Heathcliff
- C. Douché : Catherine enfant
- Claire Vernet : Isabelle
- L. Decugis : Mr. Earnshaw
- Denise Gence : Mrs Dean
- Nane Germon : Mrs Linton
- M. Rouze : Mr Linton
- Jean-Louis Broust : Linton fils
- Olivier Hussenot : Joseph
- Philippe Mahrer : Hindley enfant
- Philippe Lemaire : Hindley adulte
- Jacques Alric : M. Green
- Pierre Leproux : Dr Kenneth
- Bernard Murat : Hareton adulte
- Roger Pigaut : Lockwood
- N. Hiss : Frances
- Georges Bever : le bedeau fossoyeur
- J. Jerôme : le laitier

## Commentaires
Avec cette série, dans lequel il tenait un rôle-titre à l'âge de seize ans, Patrick Dewaere (sous la forme Patrick de Waëre au générique,,) et non plus sous le nom de Patrick Maurin, obtient une certaine notoriété dans le milieu de la télévision. Il tournera un second téléfilm avec le même réalisateur, Jean-Paul Carrère en 1967, dans lequel il tient le premier rôle : Jean de la Tour Miracle.